# Uadymose
| M14 | F31 | S29 |

| M14 | F31 | S29 |

Uadymose o  Uadymes (su nombre significa 'Nacido de Uadyet') fue un príncipe del Antiguo Egipto que vivió durante la dinastía XVIII. Era uno de los hijos del faraón Tutmosis I.

## Biografía
Es probable que haya nacido unos años antes de que su padre ascendiera al trono. Tenía un hermano llamado Amenmose que era el príncipe heredero. Se discute quién era su madre. Si nacieron de la gran esposa real, la reina Ahmose, eran hermanos carnales de Hatshepsut y Neferubiti. Por otro lado, Uadymose pudo haber sido hijo de la esposa secundaria, la reina Mutnefert y, por tanto, sería hermano carnal de Tutmosis II.
Uadymose está representado en la tumba de Paheri en El Kab que fue su tutor y el de su hermano. Allí aparece sentado en las rodillas de Paheri. En la misma tumba aparecen los dos hermanos sentados. Se cree que falleció antes que su padre. Su nombre está precedido por el término 'hijo del rey' (Sa nisut).
Uadymose y otro príncipe llamado Ramose están mencionados en la capilla funeraria tebana de Tutmosis I, donde también se incluye a la reina Mutnefert. Esta capilla pudo haber sido erigida durante el reinado de Tutmosis II entre los lugares donde más tarde se construyeron el templo funerario de Tutmosis IV y el Ramesseum. Aquí se encontró una estatua de Mutnefert, por lo que es probable que fuera su madre.
su nombre aparece inscrito dentro de un cartucho, lo que es bastante inusual para un príncipe.

## Galería
|                                                                                       |
| Relieve del príncipe Uadymose sobre las piernas de Paheri, en la tumba EK3 de El-Kab. |

|                                                                                                   |
| Daga de bronce perteneciente al príncipe Uadymose. Los Angeles County Museum of Art, Los Ángeles. |